# Atletica leggera maschile ai XVI Giochi paralimpici estivi
Ai XVI Giochi paralimpici estivi di Tokyo 2020 sono stati assegnati 93 titoli nell'atletica leggera paralimpica maschile.

## Risultati delle gare

### Corse
| Specialità | Cat.                       | Oro                                                                  | Risultato         | Argento                                            | Risultato                 | Bronzo                                         | Risultato    |
| --- | -------------------------- | -------------------------------------------------------------------- | ----------------- | -------------------------------------------------- | ------------------------- | ---------------------------------------------- | ------------ |
| 100 m | T11                        | Athanasios Ghavelas guida: Sotirios Gkaragkanis                      | 10"82             | Timothée Adolphe guida: Bruno Naprix               | 10"90                     | Di Dongdong guida: Lian Jiageng                | 11"03        |
| 100 m | T12                        | Salum Ageze Kashafali                                                | 10"43             | Noah Malone                                        | 10"66                     | Roman Tarasov                                  | 10"88        |
| 100 m | T13                        | Jason Smyth                                                          | 10"53             | Skander Djamil Athmani                             | 10"54                     | Jean Carlos Mina Aponza                        | 10"64        |
| 100 m | T33                        | Andrew Small                                                         | 17"73             | Ahmad Almutairi                                    | 17"83                     | Harri Jenkins                                  | 18"55        |
| 100 m | T34                        | Walid Ktila                                                          | 15"01             | Rheed McCracken                                    | 15"37                     | Mohamed Alhammadi                              | 15"66        |
| 100 m | T35                        | 10 mm                                                                | 11"39             | Ihor Tsvietov                                      | 11"47                     | Artem Kalashian                                | 11"75        |
| 100 m | T36                        | Deng Peicheng                                                        | 11"85             | James Turner                                       | 12"00                     | Alexis Sebastian Chavez                        | 12"02        |
| 100 m | T37                        | Nick Mayhugh                                                         | 10"95             | Andrei Vdovin                                      | 11"18                     | Saptoyoga Purnomo                              | 11"31        |
| 100 m | T38                        | Thomas Young                                                         | 10"94             | Zhu Dening                                         | 11"00 (.994) =            | Evan O'Hanlon                                  | 11"00 (.997) |
| 100 m | T47                        | Petrúcio Ferreira dos Santos                                         | 10"53             | Michal Derus                                       | 10"61                     | Washington Junior                              | 10"68        |
| 100 m | T51                        | Peter Genyn                                                          | 20"33             | Toni Piispanen                                     | 20"68                     | Roger Habsch                                   | 20"76        |
| 100 m | T52                        | Raymond Martin                                                       | 16"99             | Yuki Oya                                           | 17"18                     | Leonardo Perez Juarez                          | 17"44        |
| 100 m | T53                        | Pongsakorn Paeyo                                                     | 14"20             | Brent Lakatos                                      | 14"55                     | Abdulrahman Al-Qurashi                         | 14"76        |
| 100 m | T54                        | Athiwat Paeng-nuea                                                   | 13"76             | Leo-Pekka Tähti                                    | 13"85                     | Juan Pablo Cervantes García                    | 13"87        |
| 100 m | T63                        | Anton Prokhorov (T42)                                                | 12"04             | Vinicius Goncalves Rodrigues                       | 12"05                     | Leon Schaefer                                  | 12"22        |
| 100 m | T64                        | Felix Streng                                                         | 10"76             | Sherman Isidro Guity Guity                         | 10"78                     | Johannes Floors (T62)                          | 10"79        |
| 200 m |                            |                                                                      |                   |                                                    |                           |                                                |              |
| T35 | 10 mm                      | 23"00                                                                | Ihor Tsvietov     | 23"25                                              | Artem Kalashian           | 23"75                                          |              |
| T37 | Nick Mayhugh               | 21"91                                                                | Andrei Vdovin     | 22"24                                              | Ricardo Gomes de Mendonça | 22"62                                          |              |
| T51 | Toni Piispanen             | 36"81                                                                | Peter Genyn       | 37"11                                              | Roger Habsch              | 38"33                                          |              |
| T61 | Ntando Mahlangu            | 23"59                                                                | Richard Whitehead | 23"99                                              | Ali Lacin                 | 24"64                                          |              |
| T64 | Sherman Isidro Guity Guity | 21"43                                                                | Felix Streng      | 21"78                                              | Jarryd Wallace            | 22"09                                          |              |
| 400 m | T11                        | Gerard Descarrega Puigdevall guida: Guillermo Rojo Gil               | 50"42             | Ananias Shikongo guida: Sem Shimanda               | 51"14                     | Gauthier Makunda guida: Lucas Mathonat         | 51"74        |
| 400 m | T12                        | Abdeslam Hili                                                        | 47"59             | Noah Malone                                        | 47"93                     | Rouay Jebabli                                  | 48"93        |
| 400 m | T13                        | Skander Djamil Athmani                                               | 46"70             | Mohamed Amguoun                                    | 47"70                     | Johannes Nambala                               | 48"76        |
| 400 m | T20                        | Charles-Antoine Kouakou                                              | 47"63             | Luis Felipe Rodriguez Bolivar                      | 47"71                     | Columba Blango                                 | 47"81        |
| 400 m | T36                        | James Turner                                                         | 52"80             | Evgenii Shvetsov                                   | 53"60                     | William Stedman                                | 54"75        |
| 400 m | T37                        | Andrei Vdovin                                                        | 49"34             | Nick Mayhugh                                       | 50"26                     | Chermen Kobesov                                | 50"44        |
| 400 m | T38                        | Jose Rodolfo Chessani Garcia                                         | 49"99             | Mohamed Farhat Chida                               | 50"33                     | Zachary Gingras                                | 50"85        |
| 400 m | T47                        | Ayoub Sadni                                                          | 47"38             | Thomaz Ruan de Moraes                              | 47"87                     | Petrúcio Ferreira dos Santos                   | 48"04        |
| 400 m | T52                        | Tomoki Sato                                                          | 55"39             | Raymond Martin                                     | 55"59                     | Hirozaku Ueyonabaru                            | 59"95        |
| 400 m | T53                        | Pongsakorn Paeyo                                                     | 46"61             | Brent Lakatos                                      | 46"75                     | Vitalii Gritsenko                              | 49"41        |
| 400 m | T54                        | Daniel Romanchuk                                                     | 45"72             | Athiwat Paeng-Nuea                                 | 45"73                     | Dai Yunqiang                                   | 46"20        |
| 400 m | T62                        | Johannes Floors                                                      | 45"85             | Olivier Hendricks                                  | 47"95                     | Hunter Woodhall                                | 48"61        |
| 800 m | T34                        | Walid Ktila                                                          | 1'45"50           | Mohamed Alhammadi                                  | 1'45"59                   | Wang Yang                                      | 1'45"68      |
| 800 m | T53                        | Pongsakorn Paeyo                                                     | 1'36"07           | Brent Lakatos                                      | 1'36"32                   | Pierre Fairbank                                | 1'39"67      |
| 800 m | T54                        | Marcel Hug                                                           | 1'33"68           | Dai Yunqiang                                       | 1'34"11                   | Saichon Konjen                                 | 1'34"19      |
| 1500 m | T11                        | Yeltsin Jacques guida: Carlos Antonio dos Santos                     | 3'57"60           | Shinya Wada guida: Takumi Hasebe                   | 4'05"27                   | Fedor Rudakov                                  | 4'05"55      |
| 1500 m | T13                        | Anton Kuliatin (T12)                                                 | 3'54"04           | Rouay Jebabli (T12)                                | 3'54"55                   | Jaryd Clifford (T12)                           | 3'54"69      |
| 1500 m | T20                        | Owen Miller                                                          | 3'54"57           | Alexandr Rabotnitskii                              | 3'55"78                   | Ndiaga Dieng                                   | 3'57"24      |
| 1500 m | T38                        | Nate Riech                                                           | 3'58"92           | Abdelkrim Krai                                     | 4'03"07                   | Deon Kenzie                                    | 4'03"76      |
| 1500 m | T46                        | Aleksandr Iaremchuk                                                  | 3'52"08           | Hristiyan Stoyanov                                 | 3'52"63                   | David Emong                                    | 3'53"51      |
| 1500 m | T52                        | Tomoki Sato                                                          | 3'29"13           | Raymond Martin                                     | 3'29"72                   | Hirokazu Ueyonabaru                            | 3'44"17      |
| 1500 m | T54                        | Marcel Hug                                                           | 2'49"55           | Prawat Wahoram                                     | 2'50"20                   | Putharet Khongrak                              | 2'50"68      |
| 5000 m | T11                        | Yeltsin Jaques guide: Laurindo Nunes Neto, Carlos Antonio dos Santos | 15'13"62          | Kenya Karasawa guide: Hiroaki Mogi, Koji Kobayashi | 15'18"12                  | Shinya Wada guide: Kengo Yajima, Takumi Hasebe | 15'21"03     |
| 5000 m | T13                        | Yassine Ouhdadi El Ataby                                             | 14'34"13          | Jaryd Clifford                                     | 14'35"52                  | Aleksandr Kostin guide: Iurii Kloptcov         | 14'37"42     |
| 5000 m | T54                        | Marcel Hug                                                           | 10'29"90          | Brent Lakatos (T53)                                | 10'30"19                  | Putharet Khongrak                              | 10'30"37     |
| Maratona | T12                        | El Amin Chentouf                                                     | 2:21'43           | Jaryd Clifford guide: Vincent Donnadieu, Tim Logan | 2:26'09                   | Tadashi Horikoshi                              | 2:28'01      |
| Maratona | T46                        | Li Chaoyan                                                           | 2:25'50           | Alex Douglas Pires da Silva                        | 2:27'00                   | Tsutomu Nagata                                 | 2:29'33      |
| Maratona | T54                        | Marcel Hug                                                           | 1:24'02           | Zhang Yong                                         | 1:24'22                   | Daniel Romanchuk                               | 1:29'05      |
| record mondiale; record paralimpico; record mondiale stagionale; record africano; record asiatico; record europeo; record nord-centroamericano e caraibico; record sudamericano; record oceaniano; record nazionale; record personale; record personale stagionale. |                            |                                                                      |                   |                                                    |                           |                                                |              |

### Concorsi
| Specialità | Cat. | Oro                                | Risultato | Argento                     | Risultato | Bronzo                              | Risultato     |
| --- | ---- | ---------------------------------- | --------- | --------------------------- | --------- | ----------------------------------- | ------------- |
| Salto in alto | T47  | Roderick Townsend (T46)            | 2,15 m    | Nishad Kumar                | 2,06 m =  | Non assegnata                       | Non assegnata |
| Salto in alto | T47  | Roderick Townsend (T46)            | 2,15 m    | Dallas Wise (T46)           | 2,06 m    | Non assegnata                       | Non assegnata |
| Salto in alto | T63  | Sam Grewe                          | 1,88 m    | Mariyappan Thangavelu (T42) | 1,86 m    | Sharad Kumar (T42)                  | 1,83 m        |
| Salto in alto | T64  | Jonathan Broom-Edwards (T44)       | 2,10 m    | Praveen Kumar (T44)         | 2,07 m    | Maciej Lepiato (T44)                | 2,04 m        |
| Salto in lungo | T11  | Di Dongdong                        | 6,47 m    | Lex Gillette                | 6,17 m    | Ronan Pallier                       | 6,15 m        |
| Salto in lungo | T12  | Amir Khosravani                    | 7,21 m    | Leinier Savon Pineda        | 7,16 m    | Said Najafzade                      | 7,03 m        |
| Salto in lungo | T13  | Orkhan Aslanov                     | 7,36 m    | Iván José Cano Blanco       | 7,04 m =  | Isaac Jean-Paul                     | 6,93 m        |
| Salto in lungo | T20  | Abdul Latif Romly                  | 7,45 m    | Athanasios Prodromou        | 7,17 m    | Nicholas Hum                        | 7,12 m        |
| Salto in lungo | T36  | Evgenii Torsunov                   | 5,76 m    | William Stedman             | 5,64 m    | Roman Pavlyk                        | 5,63 m        |
| Salto in lungo | T37  | Vladyslav Zahrebelnyi              | 6,59 m    | Brian Lionel Impellizzeri   | 6,44 m    | Mateus Evangelista Cardoso          | 6,05 m        |
| Salto in lungo | T38  | Zhu Dening                         | 7,13 m    | Zhong Huanghao              | 6,80 m    | José Gregorio Lemos                 | 6,78 m        |
| Salto in lungo | T47  | Robiel Yankiel Sol Cervantes (T46) | 7,46 m    | Roderick Townsend (T46)     | 7,43 m    | Nikita Kotukov                      | 7,34 m        |
| Salto in lungo | T63  | Ntando Mahlangu (T61)              | 7,17 m    | Leon Schaefer               | 7,12 m    | Daniel Wagner                       | 7,07 m        |
| Salto in lungo | T64  | Markus Rehm                        | 8,18 m    | Dimitri Pavade              | 7,39 m    | Trenten Merrill                     | 7,08 m        |
| Getto del peso | F11  | Mahdi Olad                         | 14,43 m   | Alessandro Rodrigo da Silva | 13,89 m   | Oney Tapia                          | 13,60 m       |
| Getto del peso | F12  | Kim Lopez Gonzalez                 | 17,04 m   | Roman Danyliuk              | 16,53 m   | Elbek Sultonov                      | 15,94 m       |
| Getto del peso | F20  | Maksym Koval                       | 17,34 m   | Oleksandr Yarovyi           | 17,30 m   | Efstratios Nikolaidis               | 15,93 m       |
| Getto del peso | F32  | Liu Li                             | 12,97 m   | Aleksei Churkin             | 11,31 m   | Mohammed Al Mashaykhi               | 10,84 m       |
| Getto del peso | F33  | Zakariae Derhem                    | 11,37 m   | Kamel Kardjena              | 11,34 m   | Deni Cerni                          | 11,25 m       |
| Getto del peso | F34  | Ahmad Hindi                        | 12,25 m   | Azeddine Nouiri             | 11,55 m   | Abdulrahman Abdulqadir Fiqi         | 11,36 m       |
| Getto del peso | F35  | Khusniddin Norbekov                | 16,13 m   | Hernán Emanuel Urra         | 15,90 m   | Fu Xinhan                           | 15,41 m       |
| Getto del peso | F36  | Vladimir Sviridov                  | 16,67 m   | Yassine Guenichi            | 15,12 m   | Sebastian Dietz                     | 14,81 m       |
| Getto del peso | F37  | Albert Khinchagov                  | 15,78 m   | Ahmed Ben Moslah            | 14,50 m   | Joao Victor Teixeira de Souza Silva | 14,45 m       |
| Getto del peso | F40  | Denis Gnezdilov                    | 11,16 m   | Garrah Tnaiash              | 11,15 m   | Miguel Monteiro                     | 10,76 m       |
| Getto del peso | F41  | Bobirjon Omonov                    | 14,06 m   | Hagan Landry                | 13,88 m   | Niko Kappel                         | 13,30 m       |
| Getto del peso | F46  | Greg Stewart                       | 16,75 m   | Nikita Prokhorov            | 16,29 m   | Joshua Cinnamo                      | 15,90 m       |
| Getto del peso | F53  | Elvin Astanov                      | 8,77 m    | Alireza Mokhtari Hemami     | 8,48 m    | Ales Kisy                           | 8,25 m =      |
| Getto del peso | F55  | Wallace Santos                     | 12,63 m   | Ruzhdi Ruzhdi               | 12,23 m   | Lech Stoltman                       | 12,15 m       |
| Getto del peso | F57  | Thiago Paulino dos Santos          | 15,10 m   | Wu Guoshan                  | 15,00 m   | Marco Aurelio Borges                | 14,85 m       |
| Getto del peso | F63  | Aled Davies                        | 5,33 m    | Sajad Mohammadian           | 14,88 m   | Faisal Sorour                       | 14,13 m       |
| Lancio del disco | F11  | Alessandro Rodrigo da Silva        | 43,16 m   | Mahdi Olad                  | 40,60 m   | Oney Tapia                          | 39,52 m       |
| Lancio del disco | F37  | Haider Ali                         | 55,26 m   | Mykola Zhabnyak             | 52,43 m   | Joao Victor Teixeira de Souza Silva | 51,86 m       |
| Lancio del disco | F52  | Piotr Kosewicz                     | 20,02 m   | Velimir Sandor              | 19,98 m   | Aigars Apinis                       | 19,54 m       |
| Lancio del disco | F56  | Claudiney Batista dos Santos       | 45,59 m   | Yogesh Kathuniya            | 44,38 m   | Leonardo Diaz Aldana                | 43,36 m       |
| Lancio del disco | F64  | Jeremy Campbell                    | 60,22 m   | Ivan Katanušić              | 55,06 m   | Dan Greaves                         | 53,56 m       |
| Lancio del giavellotto | F13  | Daniel Pembroke                    | 69,52 m   | Ali Pirouj                  | 64,30 m   | Héctor Cabrera                      | 61,13 m       |
| Lancio del giavellotto | F34  | Saeid Afrooz                       | 40,05 m   | Mauricio Valencia           | 37,84 m   | Diego Fernando Meneses Medina       | 37,11 m       |
| Lancio del giavellotto | F38  | Jose Gregorio Lemos Rivas          | 60,31 m   | Vladyslav Bilyi             | 55,34 m   | Luis Fernando Lucumi Villegas       | 54,63 m       |
| Lancio del giavellotto | F41  | Sun Pengxiang                      | 47,13 m   | Sadegh Sayah                | 43,35 m   | Wildan Nukhailawi                   | 41,39 m       |
| Lancio del giavellotto | F46  | Dinesh P. Herath Mudiyanselage     | 67,79 m   | Devendra Jhajharia          | 64,35 m   | Sundar Singh Gurjar                 | 64,01 m       |
| Lancio del giavellotto | F54  | Hamed Amiri                        | 31,35 m   | Alexey Kuznetsov            | 31,19 m   | Justin Phongsavanh                  | 31,09 m       |
| Lancio del giavellotto | F57  | Amanolah Papi                      | 49,56 m   | Cicero Valdiran Lins Nobre  | 48,93 m   | Yorkinbek Odilov                    | 47,52 m       |
| Lancio del giavellotto | F64  | Sumit Antil                        | 68,55 m   | Michal Burian (F44)         | 66,29 m   | Dulan Kodithuwakku (F44)            | 65,61 m       |
| Lancio della clava | F32  | Liu Li                             | 45,39 m   | Athanasios Konstantinidis   | 38,68 m   | Walid Ferhah                        | 35,34 m       |
| Lancio della clava | F51  | Musa Taimazov                      | 35,42 m   | Zeljko Dimitrijevic         | 35,29 m   | Marian Kureja                       | 30,66 m       |
| record mondiale; record paralimpico; record mondiale stagionale; record africano; record asiatico; record europeo; record nord-centroamericano e caraibico; record sudamericano; record oceaniano; record nazionale; record personale; record personale stagionale. |      |                                    |           |                             |           |                                     |               |